# Tömösvári Bálint
Tömösvári Bálint, (Szolnok, 1998. június 14. –) magyar labdarúgó, a Budapest Honvéd játékosa, de kölcsönben Szolnokon szerepel.

## Pályafutása
2016. október 22-én a Ferencváros ellen debütált a bajnokságban, az utolsó percekben lépett pályára és majdnem fejes gólt szerzett. A 2018-2019-es szezonban kölcsönben a Kaposvári Rákóczi csapatában szerepelt. 28 bajnokin háromszor volt eredményes a másodosztályban második helyen végző és az élvonalba feljutó csapatban. A 2019-2020-as szezonra a Honvéd újra kölcsönadta a Kaposvárnak. 2020 januárjában fél évre a másodosztályban szereplő ETO FC Győr vette kölcsön. A 2020-2021-es szezont megelőzően Siófokra került kölcsönbe, az azt követő idényt pedig Szolnokon töltötte, ugyancsak kölcsönben.

## Sikerei, díjai
Budapest Honvéd
- NB I
  - bajnok (1): 2016–17[8]

## Statisztika

### Klub
2017. december 9-én lett frissítve.
| Klub               | Szezon | Liga            | Liga  | Kupa            | Kupa  | Európai         | Európai | összesen        | összesen |
| Klub               | Szezon | Pályára lépések | Gólok | Pályára lépések | Gólok | Pályára lépések | Gólok   | Pályára lépések | Gólok    |
| ------------------ | ------ | --------------- | ----- | --------------- | ----- | --------------- | ------- | --------------- | -------- |
| Budapest Honvéd II |        |                 |       |                 |       |                 |         |                 |          |
| 2015–2016          | 5      | 1               | 0     | 0               | 0     | 0               | 5       | 1               |          |
| 2016–2017          | 22     | 6               | 0     | 0               | 0     | 0               | 22      | 6               |          |
| 2017–2018          | 2      | 0               | 0     | 0               | 0     | 0               | 2       | 0               |          |
| Total              | 29     | 7               | 0     | 0               | 0     | 0               | 29      | 7               |          |
| Budapest Honvéd    |        |                 |       |                 |       |                 |         |                 |          |
| 2016–2017          | 3      | 0               | 2     | 2               | 0     | 0               | 5       | 2               |          |
| 2017–2018          | 6      | 0               | 2     | 0               | 1     | 0               | 9       | 0               |          |
| összesen           | 9      | 0               | 4     | 2               | 1     | 0               | 14      | 2               |          |
| Karrier összesen   |        | 38              | 7     | 4               | 2     | 1               | 0       | 43              | 9        |